# Ranunculus pedatus
Ranunculus pedatus är en ranunkelväxtart. Ranunculus pedatus ingår i släktet ranunkler, och familjen ranunkelväxter.

## Underarter
Arten delas in i följande underarter:
- R. p. pedatus
- R. p. silvisteppaceus
- R. p. trojanus